# NGC 4936
NGC 4936 is een elliptisch sterrenstelsel in het sterrenbeeld Centaur. Het hemelobject werd op 6 mei 1834 ontdekt door de Britse astronoom John Herschel.

## Synoniemen
- ESO 443-47
- MCG -5-31-28
- AM 1301-301
- IRAS 13016-3016
- PGC 45174